# مزرعه ترشک
مزرعه ترشک یک منطقهٔ مسکونی در ایران است که در دهستان بیات واقع شده‌است.